# Lev Voronin
Lev Gennadjevitj Voronin (ryska: Лев Геннадьевич Воронин), född 8 juni 1971 i Astrachan, är en rysk före detta handbollsspelare (högersexa).

## Klubblagskarriär
Voronin började sin professionella karriär i sin hemstad med Dynamo Astrachan. Med Astrachan kom han tvåa i ryska ligan 1989. 1990 firade han med att vinna mästerskapet. 1991 blev han återigen tvåa och nådde semifinal i IHF-cupen 1991. 1998 flyttade han till tyska andraligan till TSG Friesenheim. Med TSG nådde han kvartsfinalen i tyska cupen 2007-2008, men förlorade matchen.

### Tränare
Efter säsongen 2007-2008 och efter tio år i Tyskland återvände han till Astrachan som spelande tränare. Med klubben nådde han  kvartsfinalen i EHF Cup 2008-2009. Säsongen efteråt blev han huvudtränare för Astrachan. 
Från 2010 tränade han den ryska klubben GK Permskie Medwedi, med vilken han vann ryska cupen 2014. Från februari 2015 till 2017 har han tränat det ryska landslaget tillsammans med Dmitrij Torovanov . 2016 blev Voronin vd för ryska handbollsförbundet.

## Landslagskarriär
Lev Voronin har spelat för ryska landslaget sedan 1995. Kantspelaren blev europamästare vid EM 1996, världsmästare i VM 1997 och olympisk mästare vid olympiska spelen 2000 i Sydney. I OS valdes han till bästa högerytter i All Star-laget. Vid VM 1999 och EM 2000 förlorade han finalen mot Sverige. Han slutade femma vid sina första olympiska spel 1996 och fyra vid EM 1998. Totalt spelade Voronin 114 landskamper. 